# Gira Bocanada
La Gira Bocanada fue una gira de conciertos realizada por el músico de Rock argentino Gustavo Cerati de 1999 a 2001 como promoción de su álbum del mismo nombre. 
Este tour marca la primera gira de promoción realizada por Cerati después de la separación de su mítica banda Soda Stereo 2 años antes. También se destaca como la primera gira de promoción de su carrera solista.

## Fechas[1]
| Fecha(s)                                    | Ciudad         | País           | Lugar                                         |
| ------------------------------------------- | -------------- | -------------- | --------------------------------------------- |
| 25, 26 de septiembre de 1999                | México, D. F.  | México         | Teatro Metropólitan                           |
| 28, 29 de septiembre de 1999                | Guadalajara    | México         | Hard Rock Live                                |
| 1 de octubre de 1999                        | Monterrey      | México         | Auditorio Coca-Cola                           |
| 2 de octubre de 1999                        | México, D. F.  | México         | Hard Rock Live                                |
| 15 de octubre de 1999                       | Santiago       | Chile          | Teatro Monumental                             |
| Del 21 de octubre al 1 de noviembre de 1999 | Buenos Aires   | Argentina      | Teatro Gran Rex                               |
| 20 de noviembre de 1999                     | San Salvador   | El Salvador    | Centro Internacional de Ferias y Convenciones |
| 22 de noviembre de 1999                     | Buenos Aires   | Argentina      | Hotel Alvear                                  |
| 24 de noviembre de 1999                     | Panamá         | Panamá         | Centro de Convenciones Atlapa                 |
| 28 de noviembre de 1999                     | Caracas        | Venezuela      | Estacionamiento VIP del Centro Sambil         |
| 10 de diciembre de 1999                     | Rosario        | Argentina      | Teatro El Círculo                             |
| 19 de diciembre de 1999                     | Córdoba        | Argentina      | La Vieja Usina                                |
| 27 de febrero de 2000                       | West Hollywood | Estados Unidos | House of Blues                                |
| 29 de febrero de 2000                       | Anaheim        | Estados Unidos | JC Fandango's                                 |
| 2 de marzo de 2000                          | San José       | Estados Unidos | Club Tropicana                                |
| 4 de marzo de 2000                          | Tijuana        | México         | Palacio Jai Alai                              |
| 5 de marzo de 2000                          | Houston        | Estados Unidos | Metropolis                                    |
| 6, 7 de marzo de 2000                       | Chicago        | Estados Unidos | House of Blues                                |
| 9 de marzo de 2000                          | Nueva York     | Estados Unidos | The Roxy                                      |
| 10 de marzo de 2000                         | San Juan       | Puerto Rico    | Anfiteatro Tito Puente                        |
| 28 de abril de 2000                         | Buenos Aires   | Argentina      | Barrancas de Belgrano                         |
| 11 de mayo de 2000                          | Mendoza        | Argentina      | Teatro Gran Rex                               |
| 26 de mayo de 2000                          | Quito          | Ecuador        | Ágora de la Casa de la Cultura Ecuatoriana    |
| 28 de mayo de 2000                          | Bogotá         | Colombia       | Palacio de los Deportes                       |
| 2 de junio de 2000                          | Valencia       | Venezuela      | Forum de Valencia                             |
| 3, 4 de junio de 2000                       | Caracas        | Venezuela      | Sala Ríos Reyna del Teatro Teresa Carreño     |
| 6 de junio de 2000                          | San José       | Costa Rica     | Planet Mall                                   |
| 9 de junio de 2000                          | Ciudad Juárez  | México         | Gimnasio Universitario                        |
| 11 de junio de 2000                         | Guadalajara    | México         | Hard Rock Live                                |
| 13, 14 de junio de 2000                     | México, D. F.  | México         | Auditorio Nacional                            |
| 30 de junio, 1 de julio de 2000             | Buenos Aires   | Argentina      | Estadio Obras Sanitarias                      |
| 7 de julio de 2000                          | Neuquén        | Argentina      | Estadio Ruca Che                              |
| 8 de julio de 2000                          | Bariloche      | Argentina      | Gimnasio Don Bosco                            |
| 28 de enero de 2001                         | Pinamar        | Argentina      | Avenida del Mar                               |
| 15 de febrero de 2001                       | San Rafael     | Argentina      | Teatro Griego Chacho Santa Cruz               |

## Lista de canciones
La siguiente lista de canciones corresponde al concierto realizado el 22 de octubre de 1999 en el Teatro Gran Rex en Buenos Aires. No representa todos los conciertos de la gira.
1. Río Babel
2. Beautiful
3. Raíz
4. Tabú
5. Engaña
6. Bocanada
7. Puente
8. Perdonar Es Divino
9. Alma
10. Aquí y Ahora (Los Primeros 3 Minutos)
11. Aquí y Ahora (Y Después)
12. Sweet Sahumerio
13. Hombre Al Agua
14. Tu Medicina
15. Verbo Carne
16. Y Si El Humo Está En El Foco...
17. Pulsar
18. Paseo Inmoral
19. Cabeza De Medusa
20. Vuelta Por El Universo

## Canciones tocadas
| Álbum                   | Canción                                  | Veces |
| ----------------------- | ---------------------------------------- | ----- |
| Bocanada (1999)         | Raíz                                     | 46    |
| Bocanada (1999)         | Engaña                                   | 46    |
| Bocanada (1999)         | Puente                                   | 45    |
| Bocanada (1999)         | Beautiful                                | 45    |
| Bocanada (1999)         | Tabú                                     | 44    |
| Bocanada (1999)         | Paseo inmoral                            | 44    |
| Bocanada (1999)         | Y si el humo está en foco...             | 44    |
| Bocanada (1999)         | Aquí y ahora (los primeros tres minutos) | 44    |
| Bocanada (1999)         | Bocanada                                 | 43    |
| Bocanada (1999)         | Perdonar es divino                       | 43    |
| Bocanada (1999)         | Río Babel                                | 41    |
| Bocanada (1999)         | Verbo Carne                              | 34    |
| Bocanada (1999)         | Alma                                     | 19    |
| Bocanada (1999)         | Aquí y ahora (y después)                 | 18    |
| Sueño Stereo (1995)     | Planta                                   | 1     |
| Amor amarillo (1993)    | Pulsar                                   | 46    |
| Amor amarillo (1993)    | Cabeza de medusa                         | 35    |
| Amor amarillo (1993)    | Lisa                                     | 18    |
| Amor amarillo (1993)    | Av. Alcorta                              | 10    |
| Amor amarillo (1993)    | Amor amarillo                            | 4     |
| Zona de promesas (1993) | Zona de promesas                         | 25    |
| Dynamo (1992)           | Sweet Sahumerio                          | 27    |
| Colores santos (1992)   | Vuelta por el universo                   | 41    |
| Colores santos (1992)   | Tu medicina                              | 38    |
| Colores santos (1992)   | Hoy ya no soy yo                         | 27    |
| Colores santos (1992)   | Marea de Venus                           | 8     |
| Canción animal (1990)   | Hombre al agua                           | 44    |
| Doble vida (1988)       | En la ciudad de la furia                 | 4     |
| Signos (1986)           | El rito                                  | 27    |
| Signos (1986)           | Final Caja Negra                         | 2     |
| Tango (1986)            | Pasajera en trance                       | 1     |

## Músicos
Todos la gira se mantuvo con los mismos músicos en sus respectivos instrumentos durante los 2 años de conciertos por muchos países.
Gustavo Cerati: Voz y Guitarra Principal
Martín Carrizo: Batería y Percusión
Fernando Nalé: Bajo
Leo García: Teclado y Coros
Flavio Etcheto: Segunda Guitarra y Coros